# 馬塔哥達縣
馬塔哥達縣（英語：Matagorda County）是美國德克薩斯州東部的一個縣，東南臨墨西哥灣。面積4,176平方公里。根據美國2000年人口普查，共有人口37,957。縣治貝城（Bay City）。
成立於1836年，是德克薩斯共和國最早的二十三個縣之一。縣名來自西班牙語，指的是昔日海岸的叢林。。